# Estadio Sixto Escobar
Het Estadio Sixto Escobar is een multifunctioneel stadion in San Juan, de hoofdstad van Puerto Rico. Het is vernoemd naar Sixto Escobar (1913–1979), een bekend bokser de eerste Puerto Ricaan die wereldkampioen boksen werd. Op het terrein staat ook een standbeeld van hem (zie afbeelding).
Oorspronkelijk werd dit stadion gebouwd als Honkbalstadion. Het werd gebouwd in de jaren 30 en geopend op 12 november 1932. Het hoofdveld werd door verschillend honkbalclubs gebruikt, voetbalwedstrijden vonden vooral plaats op een bijveld van het stadion. Vanaf de jaren 70 werd het veld steeds vaker gebruikt voor voetbalwedstrijden. 
In 1976 werd dit stadion gebruikt voor voetbalwedstrijden op het CONCACAF-kampioenschap voetbal onder 20. Onder andere de finale werd in dit stadion gespeeld. In 1979 wat dit een van drie stadions dat werd gebruikt op de Pan-Amerikaanse Spelen, dat toen werd gehouden in San Juan.